# Riverlands
La ville de Riverlands est une localité située dans la région de Marlborough, dans l’Île du Sud de la Nouvelle-Zélande.

## Situation
La ville de Blenheim est à environ 2,5 km vers le nord-ouest,.

## Accès
La State Highway 1/S H 1 circule à travers le village et la rivière  Opawa River ou Ōpaoa s'écoule au-delà en direction du nord-est.

## Population
Les populations de Spring Creek et celle de Riverlands rassemblées était de 1 617 habitants en 2006 lors du recensement de 2006 en Nouvelle-Zélande, en augmentation de 156 résidents par rapport à celui de 2001.

## Éducation
L’école de Riverlands School est une école mixte, assurant l’ensemble du primaire (allant de l’année 1 à 8) avec un taux de décile de 5 et un effectif de 222 élèves. L’école a célébré son centenaire en 2006.